# Pittore di scena
Il pittore di scena, o disegnatore di scena, in ambito cinematografico, è la figura che affianca lo scenografo ed è colui che si occupa di tutto ciò che viene dipinto sul set, dalla semplice patina di un mobile alla realizzazione di un dipinto, dal decoro di un muro ai finti marmi. È un artista creativo che fa parte della squadra di tecnici addetti alla preparazione e alla realizzazione dei vari scenari presenti sul set. Dopo aver discusso con scenografo e regista i vari progetti, e dopo essersi documentato sul tipo di materiali necessari per la realizzazione delle varie opere (pennelli, colori, tele, strumenti vari, ecc.), il pittore sceglie poi la tecnica più adatta alle varie situazioni. Inizia con la preparazione dei fondi e dei colori necessari per la realizzazione delle sue opere, nel caso di scenari nuovi, oppure prepara tutto il necessario per l'eventuale restauro di vecchie scenografie.
Deve avere un'ottima conoscenza di tutte le tecniche pittoriche, poiché su un set cinematografico bisogna sempre essere pronti a improvvisare.
Può essere necessario l'uso dei pennelli, dei rulli, ma anche dell'aerografo o della pistola a spruzzo. Deve saper realizzare finti marmi, finti legni, dorature e patine varie. Deve avere un'ottima conoscenza della prospettiva e della tecnica del trompe-l'œil.
Spesso lavora in stretto contatto con l'attrezzista, il quale si occupa di arredi, oggetti e materiali utilizzati nelle riprese del film, nonché alla realizzazione di qualunque struttura necessaria alla buona riuscita delle riprese.
In Italia, Oreste Quercioli è considerato uno dei più importanti pittori di scena per il cinema

## Note

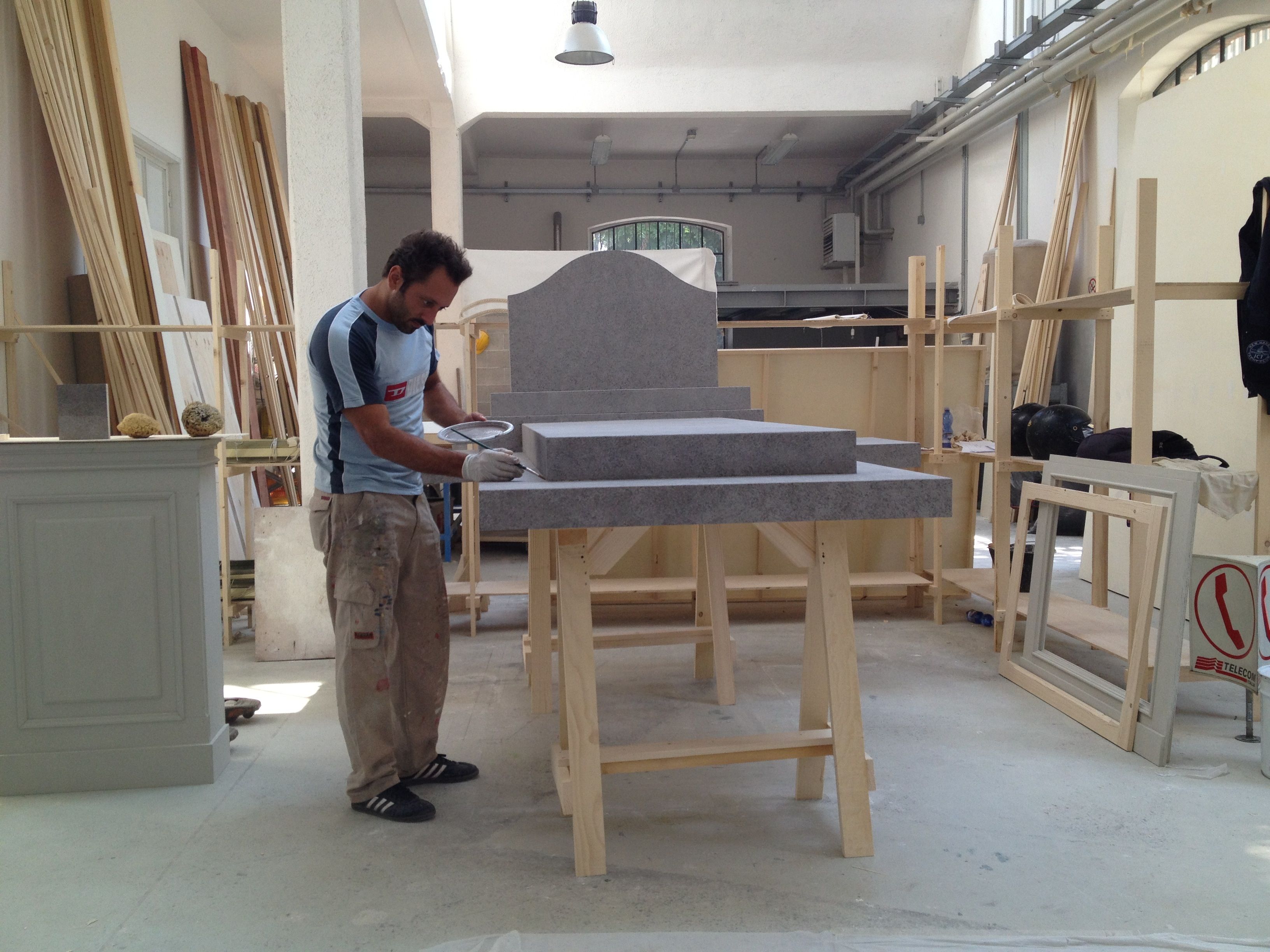
Il pittore di Scena Diego Bormida sul set del film "Äspirante Vedovo", di Massimo Venier, mentre dipinge, ad effetto finto marmo, la tomba (in legno) del protagonista Fabio De Luigi.